# Sound of Music (film)
Sound of Music (engelska: The Sound of Music) är en amerikansk musikalfilm producerad och regisserad av Robert Wise. Huvudrollerna spelas av Julie Andrews och Christopher Plummer. Filmen är baserad på Broadwaymusikalen med samma namn från 1959 av Richard Rodgers och Oscar Hammerstein II. Manuset är skrivet av Ernest Lehman, adapterat från musikalens manus av Howard Lindsay och Russel Crouse. Musikalen är i sin tur löst baserad på Maria von Trapps memoarer The Story of the Trapp Family Singers, utgivna 1949. Filmen hade biopremiär i USA den 2 mars 1965. Sound of Music har bland annat erhållit fem Oscars, inklusive för bästa film och bästa regi samt två Golden Globes, för bästa film och bästa kvinnliga huvudroll. Filmen placerade sig på fjärde plats på listan AFI's Greatest Movie Musicals.

## Handling
Österrikiska Maria vill bli nunna men passar inte in i klosterlivet i Klostret Nonnberg i 1930-talets Salzburg. Hennes kärlek till musik och bergen, hennes ungdomliga entusiasm, livliga fantasi och brist på disciplin orsakar viss oro bland nunnorna. Abbedissan tror att Maria skulle bli lyckligare utanför klostret och skickar henne därför till en pensionerad sjöofficer och änkling, kapten Georg von Trapp, för att vara guvernant till hans sju barn (Liesl, Friedrich, Louisa, Kurt, Brigitta, Marta och Gretl). Kaptenen har uppfostrat sina barn med hjälp av en strikt militär disciplin efter att hans hustru avlidit och med hjälp av guvernanter som tätt avlöst varandra. Men även om barnen missköter sig till en början så möter Maria dem enbart med vänlighet och tålamod, och snart börjar de vilsna barnen lita på och respektera henne.
Medan kaptenen är på besök i Wien gör Maria lekkläder till barnen och tar dem med på utflykt runt i Salzburg och de omgivande bergen, hon undervisar dem också i sång. När kaptenen återvänder till villan med den rika baronessan Schraeder och deras gemensamma vän, Max Detweiler, möts de av Maria och barnen som återvänder från en livlig båttur på sjön. Missnöjd med sina barns klädsel, aktiviteter och uppförande samt att Maria sätter sig upp mot honom beordrar kaptenen henne att återvända till klostret. Men så hör han plötsligt sång inifrån huset och förvånas över att se sina barn sjunga för baronessan. Fylld av känslor ansluter sig kaptenen och sjunger med sina barn för första gången på flera år. Efteråt ber han Maria om ursäkt och ber henne att stanna.
Imponerad av barnens sång, föreslår Max att de ska medverka i de kommande Festspelen i Salzburg, men förslaget avvisas omedelbart av kaptenen, eftersom han inte tillåter sina barn att uppträda offentligt. Han går dock med på att arrangera en stor fest i sin villa som en slags avskedsfest då tiderna blivit allt mer oroliga i och med Nazitysklands annektering av Österrike. Baronessan som under kvällen lägger märke till kaptenens dragning till Maria, döljer sin svartsjuka samtidigt som hon övertygar Maria om att hon för allas bästa måste återvända till klostret. Abbedissan förstår dock ganska snart att Maria återvänt till klostret för att undvika sina känslor för kaptenen och uppmuntrar henne istället att återvända till villan för att leta efter sitt liv och dess syfte.

## Rollista i urval
- Julie Andrews – Maria
- Christopher Plummer – Kapten Georg von Trapp
- Eleanor Parker – Baronessan Elsa Schraeder
- Richard Haydn – Max Detweiler
- Peggy Wood – Abbedissan
- Charmian Carr – Liesl von Trapp
- Nicholas Hammond – Fredrich von Trapp
- Heather Menzies – Louisa von Trapp
- Duane Chase – Kurt von Trapp
- Angela Cartwright – Brigitta von Trapp
- Debbie Turner – Marta von Trapp
- Kym Karath – Gretl von Trapp
- Anna Lee – Syster Margaretta
- Portia Nelson – Syster Berthe
- Ben Wright – Herr Zeller
- Daniel Truhitte – Rolfe
- Norma Varden – Frau Schmidt, hushållerskan
- Gil Stuart – Franz, butlern
- Marni Nixon – Syster Sophia
- Evadne Baker – Syster Bernice
- Doris Lloyd – Baronessan Ebberfeld, gäst på kaptenens bal

## Om filmen

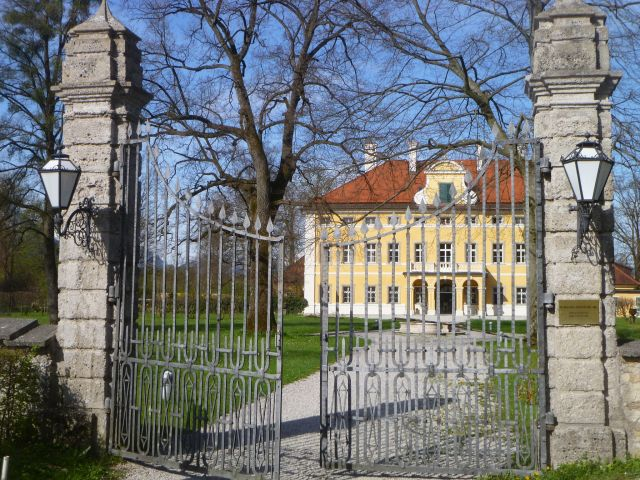
Schloss Frohnburg – i vissa scener var detta von Trapps villa

Sean Connery var ett av Robert Wises förslag till den som skulle spela Georg von Trapp.
För filmens scenografi stod Ruby R. Levitt och Walter M. Scott, för kostymer Dorothy Jeakins och för koreografin Marc Breaux.
Filmen hade Sverigepremiär den 9 december 1965 i 70 mm kopia på biografen Riviera i Stockholm.

## Nomineringar och utmärkelser
Filmen mottog fem Oscars vid Oscarsgalan 1966: bästa film, bästa regi, bästa ljud, bästa klippning och bästa musikbearbetning. Den erhöll även två Golden Globes, bästa film – komedi eller musikal och bästa kvinnliga huvudroll musikal eller komedi.

## Musik i filmen i urval
- "The Sound of Music", sjungs av Maria
- "Maria", sjungs av nunnorna
- "I Have Confidence", sjungs av Maria
- "Sixteen Going on Seventeen", sjungs av Rolfe och Liesl
- "My Favorite Things", sjungs av Maria
- "Do-Re-Mi", sjungs av Maria och barnen von Trapp
- "The Lonely Goatherd", sjungs av Maria och barnen von Trapp
- "Edelweiss", Kapten von Trapp
- "So Long, Farewell", sjungs av barnen von Trapp
- "Climb Every Mountain", sjungs av Abbedissan
- "Something Good", sjungs av Maria och Kapten von Trapp
- "Edelweiss", sjungs av Kapten von Trapp med familj och publiken
- "Climb Every Mountain" (repris)